# Talang Tua
Talang Tua is een bestuurslaag in het regentschap Bengkulu Utara van de provincie Bengkulu, Indonesië. Talang Tua telt 766 inwoners (volkstelling 2010).